# CETME (автоматическая винтовка)
СЕТМЕ (исп. Centro de Estudios Tecnicos de Materiales Especiales — букв. «Центр технических исследований специальных материалов») — серия испанских автоматических винтовок, созданных одноимённой оружейной компанией.

## История
В конце Второй мировой войны в немецкой фирме Mauser велись работы над оружием с автоматикой на основе полусвободного затвора с роликовым замедлением — пулемётом MG-45 и автоматом StG45(M). Капитуляция Германии не позволила запустить эти разработки в промышленное производство. В 1949 году команда бывших инженеров Mauser под руководством Людвига Форгримлера (Ludwig Vorgrimler) начала работать над созданием оружия для армии Испании в мадридской компании CETME. Изначально новое оружие разрабатывалось под патрон 7,92×40 мм CETME, однако в начале 1950-х годов под давлением США  страны-члены НАТО приняли в качестве стандартного боеприпаса патрон Т65 (в настоящее время известный как 7,62×51 мм НАТО), и руководство испанских вооружённых сил решило использовать его в своей армии, несмотря на то, что Испания стала членом НАТО лишь в 1982 году.
Новый патрон обладал избыточной мощностью, поэтому был создан его вариант 7,62×51 мм СЕТМЕ/NАТО с более лёгкой пулей и ослабленным пороховым зарядом. Такое решение позволило заметно уменьшить отдачу и давление в стволе. Под данный боеприпас вскоре была разработана винтовка СЕТМЕ modelo А, принятая на вооружение армии Испании в 1956 году. В 1958 году началось производство улучшенного варианта — CETME modelo В, а в 1964 году (после принятия решения о переводе вооружённых сил Испании на стандартный патрон 7,62×51 мм НАТО) — CETME modelo C, который заменил в производстве и на вооружении модели А и В.
В начале 1960-х годов началась работа по созданию варианта винтовки modelo C под малоимпульсный патрон 5,56×45 мм.
Новый автомат, получивший обозначение modelo L, был принят на вооружение в 1984 году. С 1999 года в армии Испании началась постепенная замена mod. L на немецкий автомат HK G36E.
В 1957 году правительство ФРГ приобрело у испанцев лицензию на производство винтовок СЕТМЕ, которая была передана компании Heckler & Koch (по иронии судьбы также основанной бывшими инженерами Mauser). Впоследствии данная конструкция воплотится в целой серии оружия различного класса: от пистолетов-пулемётов HK MP5 до снайперских винтовок HK PSG1.

## Описание
Основа автоматики — полусвободный затвор с роликовым замедлением. Стрельба ведётся с закрытого затвора, УСМ — куркового типа. Ствольная коробка, коробка УСМ со спусковой скобой и основанием пистолетной рукоятки выполнены штамповкой из стального листа. Приклад изготовлен из дерева, а магазины — из листовой стали. Рычаг предохранителя-переводчика режимов стрельбы расположен рядом с пистолетной рукояткой над спусковым крючком (существуют варианты с расположением как на левом, так и на правой стороне). Сошки на моделях А и В были несъёмными, а модель С комплектовалась съёмной сошкой, используемой также в отомкнутом виде в качестве кусачек для проволоки. На всех винтовках имелась складная рукоятка для переноски. Варианты В, С и L имеют возможность стрельбы винтовочными гранатами.
Перед выстрелом затвор под давлением возвратной пружины находится в крайнем переднем положении, вытесняя своей передней скошенной частью ролики из затвора в пазы в муфте ствола. В момент выстрела боевая личинка начинает двигаться назад под давлением пороховых газов на дно гильзы. Ролики, установленные в личинке, увлекаются за ней, вдавливаясь в затвор и заставляя его скошенную переднюю часть двигаться назад относительно боевой личинки. Основная энергия пороховых газов тратится на разгон массивного тела затвора. К тому моменту, когда давление в стволе спадает до приемлемых значений, ролики полностью «убираются» в затвор, после чего вся затворная группа двигается назад, извлекая стреляную гильзу и подавая на обратном пути новый патрон в патронник.

## Варианты
- СЕТМЕ modelo А — первая винтовка серии. Роль цевья играли сложенные сошки.
- CETME modelo В (modelo 58) — усовершенствованный вариант винтовки. Основные отличия — наличие отдельного штампованного цевья, возможность стрельбы стандартными патронами 7,62×51 мм НАТО после замены затворной группы и возвратной пружины, возможность метания винтовочных гранат.
- CETME modelo C — модернизированный вариант, отличавшийся более удобным деревянным цевьём, другой конструкцией пистолетной рукоятки, отъёмной складной сошкой, диоптрическим целиком вместо открытого регулируемого, появлением продольных канавок Ривелли в патроннике, улучшающих экстракцию гильз в тяжёлых условиях. Использовал только патроны 7,62×51 мм НАТО. Значительное количество винтовок было модифицировано в самозарядное оружие для продажи на гражданском рынке.
- CETME modelo L[англ.] — 5,56-мм автомат, конструктивно схожий с 7,62-мм моделями. 4-х позиционный диоптрический прицел был заменён на 2-х позиционный (максимальная прицельная дальность осталась равной 400 м), также на прицеле появились светящиеся точки для стрельбы в условиях низкой освещённости. Приклад, цевьё и пистолетная рукоятка выполнены из пластика.
- CETME modelo LC — автомат с укороченным стволом и телескопическим прикладом.

## Страны-эксплуатанты
- Испания
- США — импорт и продажа полуавтоматических винтовок CETME были разрешены в декабре 1965 года[2]